# Ефименко, Дмитрий Борисович
Дми́трий Бори́сович Ефиме́нко (род. 1975) — российский учёный, исполняющий обязанности ректора МАДИ (МАДГТУ) с июня 2021 по январь 2023 года.

## Биография

### Образование
- 1998 год — окончил Сибирскую государственную горно-металлургическую академию (Сибирский государственный индустриальный университет); квалификация «инженер-экономист».
  - С этого же года обучался в очной аспирантуре Московского автомобильно-дорожного государственного технического университета (МАДИ).

### Карьера
- 2001 год — начал работу преподавателем на кафедре эксплуатации автомобильного транспорта и автосервиса МАДИ.
- 2002 год — присуждена ученая степень кандидата технических наук по специальности 05.22.10 («Эксплуатация автомобильного транспорта»).
  - С этого же года работал: ассистентом, доцентом, профессором на кафедре транспортной телематики МАДИ.
- 2009 год — проходил обучение в очной докторантуре МАДИ.
- 2012 год — присуждена учёная степень доктора технических наук по специальности 05.22.08 («Управление процессами перевозок»).
- С 2016 по 2020 год — декан факультета логистики и общетранспортных проблем МАДИ.
  - С 2015 года — заведующий кафедрой «Правовое и таможенное регулирование на транспорте» МАДИ.
  - 2016 год — действительный член Российской академии транспорта.
- 2020 год — присвоено учёное звание профессора по научной специальности «Управление процессами перевозок».
- Июнь 2020 года — июнь 2021 г. — проректор по учебной работе МАДИ.
- С июня 2021 г. по январь 2023 года[1] — исполняющий обязанности ректора МАДИ (МАДГТУ).

## Публикации
Список опубликованных работ

### Научные статьи, опубликованные в рецензируемых журналах, рекомендованных ВАК РФ
1. Ефименко, Д. Б. Сравнительный анализ систем диспетчерского управления наземным транспортом (традиционные и с применением спутниковой навигации) / Власов В. М., Ефи-менко Д.Б., Ожерельев М. Ю. // Вестник МАДИ (ГТУ), вып. 4, 2005. С. 110—115.
2. Ефименко, Д.Б. К вопросу обеспечения мобильности городского населения / Ефимен-ко Д.Б.// Журнал «Автотранспортное предприятие» № 4 — 2007.- С. 12-13.
3. Ефименко, Д. Б. Совершенствование информирования пассажиров в транспортно-телематических системах городского пассажирского транспорта / # Ефименко Д. Б., Ожерельев М. Ю. // Журнал «Автотранспортное предприятие» № 6 — 2008.- С. 43-46.
4. Ефименко, Д. Б. Оценка основных параметров транспортных потоков на основе использования навигационных данных транспортных средств городского пассажирского транспорта /Богумил В. Н., # Ефименко Д. Б. // Журнал «Автотранспортное предприятие» № 11 — 2009.- С. 17-22.
5. Ефименко, Д. Б. Современный облик автоматизированных систем диспетчерского управления городским пассажирским транспортом / Богумил В. Н., Власов В. М., # Ефименко Д. Б. // Журнал «Автотранспортное предприятие» № 1 — 2010.- С. 3-10.
6. Ефименко, Д. Б. Использование навигационной информации о динамике транспортных потоков в оперативном диспетчерском управлении городским пассажирским транспортом / Базельцев А. В., Байтулаев А. М., # Ефименко Д. Б. // Журнал «Автотранспортное предприятие» № 12 — 2010.- С. 15-18.
7. Ефименко, Д. Б. Об одном подходе к построению автоматизированной навигационной системы мониторинга, диспетчерского контроля и учёта работы транспорта нефтедобывающих предприятий / # Ефименко Д.Б, Жучков В. Н., Остроух А. В. //Научно-технический журнал «Инженер-нефтяник» № 2 — 2011.- С. 43-47.
8. Ефименко, Д. Б. Мониторинг параметров ламинарных транспортных потоков с помощью ГЛОНАСС/GPS /Богумил В. Н., # Ефименко Д. Б. // Международный научно-технический журнал «Наука и техника в дорожной отрасли» № 3 — 2011.- С. 18-23.
9. Ефименко, Д. Б. Экспериментальные исследования транспортных потоков с использованием навигационных данных (ГЛОНАСС/GPS) диспетчерских систем /Богумил В. Н., # Ефименко Д. Б. // Международный научно-технический журнал «Наука и техника в дорожной отрасли» № 4 — 2011.- С. 3-8.
10. Ефименко, Д. Б. Мобильная установка для поверки узлов учёта нефтегазоводяной-смеси на местах добычи в нефтедобывающих предприятиях / Власов В. М., # Ефименко Д. Б., Краснянский М. Н., Остроух А. В. // Журнал «Промышленные АСУ и контроллеры» № 9 — 2011. — С.14-17.
11. Ефименко, Д. Б. Концепция автоматизированной навигационной системы диспетчерского контроля и учёта работы транспорта нефтедобывающих и нефтеперерабатывающих предприятий / Губанов А. И., # Ефименко Д.Б, Николаев А. Б., Остроух А. В. //Научно-технический журнал «Автоматизация, телемеханизация и связь в нефтяной промышленности» № 11 — 2011.- С. 12-14.
12. Ефименко, Д. Б. Развитие навигационной системы диспетчерского управления грузовым транспортом (на примере нефтедобывающих предприятий) /# Ефименко Д. Б., Остроух А. В., Филатов С. А. // Журнал «Автотранспортное предприятие» № 11 — 2011.- С. 32-35.
13. Ефименко, Д. Б. Оперативное управление городским пассажирским транспортом в автоматизированной навигационной диспетчерской системе / Базельцев А. В., Байтулаев А. М., # Ефименко Д. Б. // Журнал «Автотранспортное предприятие» № 12 — 2011.- С. 19-23.
14. Ефименко, Д. Б. Использование программного обеспечения радионавигационных диспетчерских систем для транспортного обслуживания специальных объектов нефтедобывающих компаний / # Ефименко Д. Б., Исмаилов А. Р., Николаев А. Б., Остроух А. В. // Журнал «Автотранспортное предприятие» № 2 — 2012.- С. 42-45.
15. Ефименко, Д. Б. Оценка эффективности диспетчерского управления по восстановле нию движения на маршруте / Байтулаев А. М., Гуревич Г. А., # Ефименко Д. Б. // Журнал «Ав тотранспортное предприятие» № 4 — 2012.- С. 29-32.
16. Ефименко, Д. Б. Обеспечение автоматического контроля регулярности движения пассажирских транспортных средств в диспетчерской системе /Богумил В. Н., # Ефименко Д. Б. // Журнал «Автотранспортное предприятие» № 6 — 2012.- С. 19-23.
17. Ефименко, Д. Б. Особенности мониторинга интервалов движения пассажирского транспорта / # Ефименко Д. Б., Жанказиев С. В., Львова А. Б., Ожерельев М. Ю., Польгун М. Б. // Журнал «В мире научных открытий». — Красноярск: Научно-инновационный центр, 2012. № 2.6 (26) Проблемы науки и образования — с. 115—123

### Учебные и методические пособия
1. Ефименко, Д. Б. Информационное обеспечение автотранспортных систем / В. М. Власов, Д.Б. # Ефименко, А. В. Постолит // Учебное пособие под общ.ред. В. М. Власова; М.: МАДИ. — 2004. — 242 с.
2. Ефименко, Д. Б. Построение структуры базы данных нормативно-справочной информации в автоматизированной системе диспетчерского управления транспортом / В. М. Власов, Д.Б. # Ефименко, С. В. Жанказиев // Методическое пособие под ред. В. М. Власова; М.: МАДИ. — 2007.- 50 с.
3. Ефименко, Д. Б. Использование ГИС в технологии диспетчерского управления маршрутизированным транспортом / В. М. Власов, Д.Б. # Ефименко, С. В. Жанказиев // Методическое пособие под ред. В. М. Власова; М.: МАДИ. — 2007.- 72 с.
4. Ефименко, Д. Б. Использование средств транспортной телематики в управлении маршрутизированным движением транспортных средств / В. М. Власов, Д.Б. # Ефименко, С. В. Жанказиев, М. Ю. Ожерельев // Методическое пособие под ред. В. М. Власова; М.: МАДИ. — 2007.- 87 с.

### Научные статьи, опубликованные в прочих изданиях
1. Ефименко, Д. Б. Региональные аспекты реструктуризации производственно-технической базы городского пассажирского транспорта / Власов В. М., # Ефименко Д. Б., Жанказиев С. В.// Журнал Грузовое и легковое автохозяйство. — М., — 2001. — № 8. — С. 19-23.
2. Ефименко, Д. Б. Совершенствование процессов управления городским пассажирским транспортом в условиях возникновения нарушений в его работе и критических ситуаций (на примере г. Новокузнецка Кемеровской области) (статья) / В. Н. Богумил, В. М. Власов, Д.Б. # Ефименко, А. А. Ружило // Деп. ВИНИТИ № 631 — В2003, M.: МАДИ (ГТУ), 2003. — 19 с.
3. Ефименко, Д. Б. Основные направления совершенствования работы городского пассажирского транспорта с учётом зарубежного и отечественного опыта (статья) / В. Н. Богу-мил, В. М. Власов, Д.Б. # Ефименко, А. А. Ружило // Деп. ВИНИТИ № 632-В2003, M.: МАДИ (ГТУ), 2004. — 20 с.
4. Ефименко, Д. Б. Анализ структуры мобильного оборудования систем диспетчерского управления пассажирским транспортом (статья) / Д.Б. # Ефименко, С. В. Макаров // Деп. ВИНИТИ № 1922-В2004, M.: МАДИ (ГТУ), 2004. — 16 с.
5. Ефименко, Д. Б. Основные требования к программному обеспечению комплекса диспетчерского управления пассажирским транспортом с использованием технологий спутниковой радионавигации и мобильной радиосвязи (статья) / В. М. Власов, А. А. Ружило, В. Н. Богумил, Д.Б. # Ефименко // Деп. ВИНИТИ № 1915-В2004, M.: МАДИ (ГТУ), 2004. — 17 с.
6. Ефименко, Д. Б. Современное представление о маршрутном ориентировании участников дорожного движения / Багно А. В., Воробьев А. И., # Ефименко Д. Б., Жанказиев С. В.// Информационное специализированное издание Грузоперевозки и транспорт. — М.: ЗАО "Издательство «Форворд». — 2007. — № 1 (2). — с. 61-68.
7. Ефименко, Д. Б. Анализ перспективных направлений совершенствования технологии диспетчерского управления пассажирским транспортом (на примере АСУ «Навигация») / Власов В. М., # Ефименко Д. Б., Жанказиев С. В., Макаров С. В. // МАДИ. — М., 2007. — 28 с., ил. — Библ. 2 наим. — рус.деп. в ВНИТИ.
8. Ефименко, Д. Б. Координатно-временное и навигационное обеспечение (КВНО) как единая информационная основа автоматизации базовых технологий на транспорте / Власов В. М., # Ефименко Д. Б. // В сб. докладов «Фундаментальное и прикладное координатно-временное и навигационное обеспечение». 2-я Всероссийская конференция. — СПб.: ИПА РАН, 2007. — С.32-35.
9. Ефименко, Д. Б. Технологии телематики в обеспечении приоритетного движения общественного транспорта/ Воробьев А. И., # Ефименко Д. Б., Жанказиев С. В. // Средства и технологии телематики на автомобильном транспорте: сб. науч. тр. МАДИ (ГТУ) — М.: Изд-во МАДИ (ГТУ), 2008. — С. 203—219.
10. Ефименко, Д. Б. Построение транспортно-телематических систем информационного обеспечения перевозок грузов / Власов В. М., # Ефименко Д. Б., Жанказиев С. В. // Средства и технологии телематики на автомобильном транспорте (сборник научных трудов) — М.: МАДИ (ГТУ), 2008. — с. 87-98.
11. Ефименко, Д. Б. Использование навигационных данных телематических систем ГПТ для разработки новых подходов оценки параметров движения транспортных средств на улично-дорожной сети / # Ефименко Д. Б. // Средства и технологии телематики на автомобильном транспорте (сборник научных трудов) — М.: МАДИ (ГТУ), 2008. — с. 44-54.
12. Ефименко, Д. Б. Особенности использования на наземном транспорте телематических бортовых регистрирующих устройств / Власов В. М., # Ефименко Д. Б. // Средства и технологии телематики на автомобильном транспорте (сборник научных трудов) — М.: МАДИ (ГТУ), 2008. — с. 98-108.
13. Ефименко, Д. Б. Развитие технических средств телематики наземного транспорта / Власов В. М., # Ефименко Д. Б., Жанказиев С. В.// Средства и технологии телематики на автомобильном транспорте (сборник научных трудов) — М.: МАДИ (ГТУ), 2008. — с. 108—119.
14. Ефименко, Д. Б. Разработка концепции создания интеллектуальной транспортной системы на автомобильных дорогах федерального значения/ Багно А. В., Воробьев А. И., Ефи-менко Д.Б., Жанказиев С. В., Росланов А. Е. // Опубликованный отчет по государственному контракту № УД-47/261 от 07.10.2009 г.
15. Ефименко, Д. Б. Использование координатно-временных и навигационных данных в телематических системах пассажирского транспорта (тезисы) / # Ефименко Д. Б. // 5-я Международная научно-практическая конференция «Геопространственные технологии и сферы их применения». Материалы конференции. М.: , 2009. — с 21.
16. Ефименко, Д. Б. Комплексный подход к развитию автоматизированных систем управления пассажирским транспортом (тезисы) / # Ефименко Д. Б. // 4 Международный форум по спутниковой навигации 2010. Материалы форума-конференции. — М.: , 2010. — с. 27.
17. Ефименко, Д. Б. Анализ нормативных документов РФ технических средств организации дорожного движения/ Багно А.В, # Ефименко Д. Б., Жанказиев С. В.// Научные аспекты развития транспортно-телематических систем (сборник научных трудов) — М.: МАДИ, 2010. — с. 6-28.
18. Ефименко, Д. Б. Опыт применения телематических систем, направленных на повышение безопасности дорожного движения в РФ / # Ефименко Д. Б., Жанказиев С. В. //Научные аспекты развития транспортно-телематических систем (сборник научных трудов) — М.: МАДИ, 2010. — с. 126—138.
19. Ефименко, Д. Б. Взаимодействие систем диспетчерского управления пассажирским транспортом с ИТС мегаполиса. / Базельцев А. В., Богумил В. Н., # Ефименко Д. Б. // В кн.: Научные аспекты развития транспортно-телематических систем (сборник научных трудов)- М.: МАДИ, 2010. — С.237 — 246.
20. Ефименко, Д. Б. Анализ структуры информационного обеспечения современных автоматизированных спутниковых радионавигационных систем диспетчерского управления пассажирским транспортом / Власов В. М., # Ефименко Д. Б., Ожерельев М. Ю. // В кн.: Научные аспекты развития транспортно-телематических систем (сборник научных трудов) — М.: МАДИ, 2010. — С.224 — 237.
21. Ефименко, Д. Б. Координатно-временное и навигационное обеспечение транспортно-телематической системы диспетчерского управления пассажирским транспортом/ # Ефименко Д. Б., Жанказиев С. В., Ожерельев М. Ю. // В кн.: Научные аспекты развития транспортно-телематических систем (сборник научных трудов) — М.: МАДИ, 2010. — С.286 — 301.
22. Ефименко, Д. Б. Классификация теоретических подходов к сбору и обработке информации, поступающей в транспортно-телематическую систему диспетчерского управления пассажирскими перевозками / Власов В. М., # Ефименко Д. Б., Ожерельев М. Ю. // В кн.: Научные аспекты развития транспортно-телематических систем (сборник научных трудов) — М.: МАДИ, 2010. — С.378 — 397.
23. Ефименко, Д. Б. Совершенствование системы оперативного обмена информацией между пассажирскими транспортными средствами и диспетчерским центром / # Ефименко Д. Б., Сидиков Ф. А. // В кн.: Научные аспекты развития транспортно-телематических систем (сборник научных трудов) — М.: МАДИ, 2010. — С.347 — 362.
24. Ефименко, Д. Б. Телематические системы диспетчерского управления движением автомобильного транспорта, как части ИТС мегаполиса / Богумил В. Н., # Ефименко Д. Б., Жанка-зиев С.В. //9-я Международная научно-практическая конференция «Организация и безопасность дорожного движения в крупных городах», С-Пб., 2010. — С. 115—120.
25. Ефименко, Д. Б. Использование функциональных возможностей систем диспетчерского управления пассажирскими перевозками для совершенствования информационного обеспечения систем управления дорожным движением крупного города / Богумил В.Н, Ефи-менко Д.Б. // Ползуновский альманах № 2, г. Барнаул, 2010. — С. 45-47.
26. Ефименко, Д. Б. Информационно-навигационное обеспечение современных автоматизированных систем диспетчерского управления транспортом /# Ефименко Д. Б., Филатов С. А. // В кн.: Информационные технологии в научной и производственной деятельности (сборник материалов V студенческой научно-практической конференции факультета «Управление» МАДИ) — М.: МАДИ, 2011. — С.19 — 23.
27. Ефименко, Д. Б. Навигационное обеспечение системы диспетчерского управления транспортом /Байтулаев А. М., # Ефименко Д. Б., Ожерельев М. Ю. // В кн.: Информационные технологии в научной и производственной деятельности (сборник материалов V студенческой научно-практической конференции факультета «Управление» МАДИ) — М.: МАДИ, 2011. — С.23 — 28.
28. Ефименко, Д. Б. Развитие систем диспетчерского управления транспортом общего пользования как подсистемы ИТС мегаполиса /Базельцев А. В., # Ефименко Д. Б., Ледовский А. А. // Ежемесячный научный журнал «Молодой ученый», г. Чита, № 4 (27), том III — 2011. — С.123 — 125.
29. Ефименко, Д. Б. Информационное взаимодействие между пассажирскими транспортными средствами и диспетчерским центром / # Ефименко Д. Б., Сидиков Ф. А. // Ежемесячный научный журнал «Молодой ученый», г. Чита, № 4 (27), том III — 2011 — С.125 — 131.
30. Ефименко, Д. Б. Использование технологий спутниковой навигации ГЛОНАСС/GPS для расчета параметров ламинарных транспортных потоков / Богумил В.Н, # Ефименко Д. Б. // Ползуновский альманах № 1, г. Барнаул, 2011. — С. 70-74.
31. Efimenko, D.B. Automated mobile facility for quantity estimation of raw oil and gas, prospected from suboil / Efimenko D.B., Nickolayev A.B., Ostroukh A.V. // International journal of applied and fundamental research, — № 6, — 2011. — p. 74-76.